# Sphecodes fuelleborni
Sphecodes fuelleborni är en biart som beskrevs av Blüthgen 1928. Sphecodes fuelleborni ingår i släktet blodbin, och familjen vägbin. Inga underarter finns listade i Catalogue of Life.